# Ахмед Арслан Алауддин

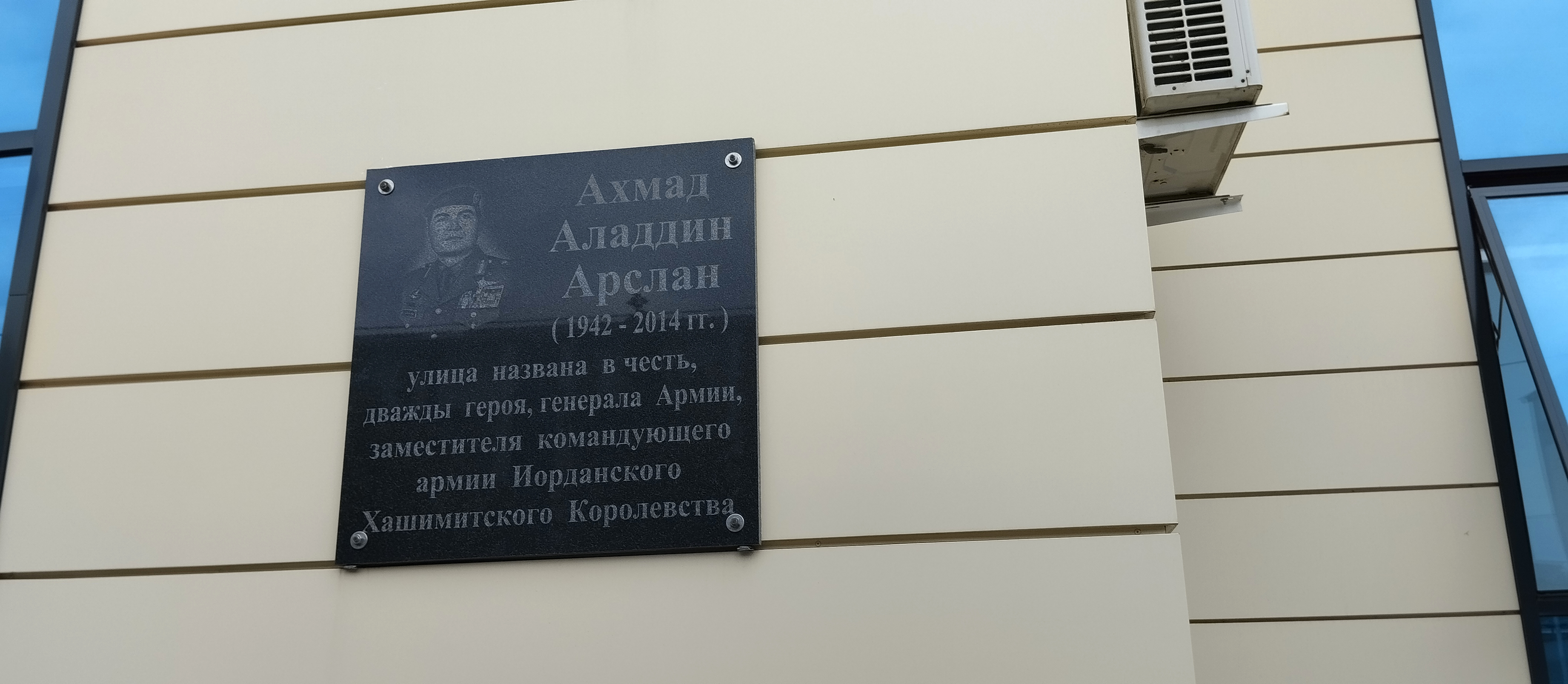
Грозный. Мемориальная доска на улице имени Ахмеда Арслана Алауддина.

Ахме́д Арсла́н Алаудди́н аш-Шиша́ни (араб. أحمد أرسلان علاء الدين الشيشاني‎; 1942, Эз-Зарка — 17 ноября 2014, Амман) — иорданский чеченец, дивизионный генерал бронетанковых войск Вооружённых сил Иордании, участник арабо-израильских войн 1967 и 1973 годов, дважды Герой Иордании.

## Биография
Потомок чеченцев из тейпа бийтарой, переселившихся в Иорданию во второй половине XIX века. Окончил Иорданский университет, где получил степени бакалавра военных наук, магистра военных и административных наук. В 1957 году поступил на военную службу. Со временем дорос до звания бригадного генерала воздушно-десантных войск. Командовал 12-й Королевской механизированной дивизией. Был заместителем начальника Генерального штаба Вооружённых сил Иордании по кадрам. Занимал должность генерального инспектора ВС Иордании.
Окончил военные курсы в Иордании, США и Китае. Участвовал в битве при Караме. В течение четырёх лет ему было досрочно присвоено три офицерских звания. По законам Иорданского Хашимитского Королевства Героем страны человек может становиться только один раз. Но для повторного награждения Ахмеда Арслана по просьбе короля Иордании Хусейна ибн Талала парламентом страны был издан специальный государственный указ.
Руководил отрядом специального назначения. Неоднократно спасал монархов Иордании, Марокко, Омана. 17 ноября 1976 года освобождал заложников, захваченных в отеле «Интерконтиненталь» в Аммане. Участвовал в освобождении Мекки от террористов в ноябре 1979 года. Консультировал руководителей ближневосточных стран по вопросам противодействия терроризму и экстремизму.
Вышел в отставку в январе 1987 года в звании бригадного генерала. После отставки ему предлагали различные высокие посты, но он предпочёл провести остаток жизни со своими родными. В 2014 году скончался от сердечного приступа. Похоронен в Сухне.

## Семья
Дочь Рима Арслан была чрезвычайным и полномочным послом Иордании в Новой Зеландии и Канаде.

## Награды
- Дважды Герой Иордании;
- Орден Независимости IV степени;
- Орден «Аль-Каукаб» II степени;
- Знак военных раненных;
- Орден Дафар;
- Орден «Аль-НахIда» II степени;
- Орден За заслуги I степени;
- Военный орден «За заслуги в безопасности» I степени;
- Юбилейный серебряный орден;
- Медаль «Аль-Карама»;

и другие.

## Память
В память Ахмеда Арслана Алауддина в Грозном названа улица.